# Stanislav Kazimierczyk
Stanislav Kazimierczyk (polj.: Stanisław Kazimierczyk; 27. rujna 1433. – 3. svibnja 1489.), poljski svećenik, regularni kanonik i svetac Rimokatoličke Crkve.

## Životopis
Rodio se 27. rujna 1433. u Kazimierzu u Poljskoj od oca Macieja i majke Jadwige. Na krštenju je dobio ime Luj. Kasnije se upisuje na Jagelovsko sveučilište. 1483. postaje članom lateranskih regularnih kanonika. Tada je uzeo i novo ime - Stanislav.
Proslavio se u svojoj redovničkoj družbi i kao revan učitelj novaka, vice-prior i profesor. Bio je duboko pobožan prema sv. Mariji i sv. Stanislavu. Iscrpljen radom i pokorama, završio je u bolnici svoj plodni život 3. svibnja 1489. Ušao je u veselje svoga Gospodara, kome je tako vjerno, tako revno služio. Tijelo mu je bilo sahranjeno u Krakovu u crkvi Corpus Domini.
Blaženim je priznat 21. prosinca 1992., a svetim je proglašen 17. listopada 2010. godine.